# 内ヶ崎儀左衛門
十二代 内ヶ﨑 儀左衛門（うちがさき ぎざえもん、安政6年8月22日〈1859年9月18日〉- 1898年〈明治31年〉7月14日）は、明治時代の日本の政治家・醸造家。宮城県黒川郡富谷村3代村長。第十二代内ヶ﨑家当主。諱は義隆のため、内ヶ﨑儀左衛門義隆とも呼ばれる。親族には衆議院議員の内ヶ﨑作三郎がいる。

## 来歴
安政6年8月22日（1859年9月18日）、陸奥国黒川郡富谷村（現在の富谷市富谷字町）に内ヶ﨑本家・第十一代内ヶ﨑儀左衛門（内ヶ﨑儀左衛門義詮）の次男として生まれた。幼名は源六であったが、1885年（明治18年）に第十一代内ヶ﨑儀左衛門が六十歳で亡くなると第十二代内ヶ﨑儀左衛門を名乗った。
内ヶ崎酒造店の十二代目として醸造業を営みつつ、1894年（明治27年）10月から1898年（明治31年）4月まで富谷村長を務めた。
村長退任後の同年7月14日、病のため享年40歳で亡くなった。

### 年譜
- 安政6年8月22日（1859年9月18日） - 陸奥国黒川郡富谷村（現在の富谷市富谷字町）に内ヶ﨑本家・第十一代内ヶ﨑儀左衛門（内ヶ﨑儀左衛門義詮）の次男として生まれる。
- 1885年（明治18年）12月20日 - 第十一代内ヶ﨑儀左衛門が亡くなり、内ヶ﨑源六が内ヶ﨑儀左衛門を名乗り第十二代目の当主となる。
- 1894年（明治27年）10月 - 富谷村村長に就任する。
- 1898年（明治31年）
  - 4月 - 富谷村村長を退任する。
  - 7月14日 - 病のため亡くなる。享年40歳。

## 人物
- 戒名は「大徳院隆綱義憲居士」。墓地は富谷市富谷字狸屋敷の北雲台にある[4]。
- 住所は富谷村大字富谷字町27[1]。

### 家族・親族

#### 実家[3]
- 父：儀左衛門（内ヶ﨑家第十一代）
- 母：すゑ
- 兄：儀三郎
- 姉：てふ
  - 義兄：三代目藤崎三郎助（てふの夫・実業家）
  - 甥：四代目藤崎三郎助（てふの長男・実業家）[5]
- 姉：きね
- 姉：とき
- 弟：文之助（1861年生）宮城県会議員、貸金業、内ヶ崎酒造店代表、藤崎呉服店監査役[6][7][8]
- 妹：たか
- 妹：とみ
- 妹：うん
  - 義兄：米吉（うんの夫・宮城県会議員）
- 妹：あさ
- 親戚：内ヶ崎作三郎[9]

#### 自家[3]
儀左衛門は妻さだとの間に9人の子供を儲けたが、成人したのは長女のたけ、長男の豊一郎、次男の隆次郎、五男の贇五郎の4人のみで、残りの子供は夭逝している。
- 妻：さだ（旧姓佐藤）
- 長女：たけ（田丸祐一郎に嫁ぐ）
- 次女：うめ
- 三女：うら
- 長男：豊一郎（内ヶ﨑家第十三代）
- 次男：隆次郎（藤崎家の養子（四代目藤崎三郎助の娘婿）・五代目藤崎三郎助）[11]
- 三男：興三郎
- 四男：雄四郎
- 五男：贇五郎（東北電力初代社長）